# أرض عشرية
الأرض العشرية في علم فروع الفقه هي الأرض الزراعية التي يجب فيها إخراج العشر فيما يخرج من ريعها، من زكاة الزروع أو زكاة الثمار،
هناك أنواع من الأراضي لا يفرض عليها الخراج وأنما يخذ منها عشر غلتها زكاه، ولا يمكن تحويل الأراضي العشرية إلي أراضي خراج.
وهي ثلاثة أنواع:
- الأراضي التي أسلم أهلها وهم عليها دون حرب ولم تأخذ عنوه
- الأراضي التي تركها أصحابها أو كل أرض لم يعرف لها صاحب ووزعت علي المسلمين الفاتحين
- الأراضي الموات(البور)التي أمتلكها المسلمون عنوه وقامو بأستصلاحها وإحيائها